# アイティ (兵庫県)
Aity（アイティ）は、兵庫県豊岡市豊岡駅前にある大型複合商業施設、ショッピングセンターである。さとうと53の専門店、コミュニティーFMのエフエムたじま（FMジャングル）に加え2003年には、ゲームセンターだった7階を大改装し完成した豊岡市の生涯教育施設である豊岡市民プラザ（多目的ホールと市民活動室）と子育て支援センター及びFMジャングルの第2スタジオが完成した。
この項では、豊岡市民プラザについても記す。

## 概要
豊岡駅前第1地区再開発事業によって建設された。
- 設置者 - 豊岡アイティービル管理組合
- 創立年 - 1997年
- 地上7階地下1階である。

## 主な入居施設
- さとう豊岡店（1階）
- ニトリ豊岡アイティ店（3階）[1]
- エフエムたじま（2階、7階）
- 豊岡市民プラザ（7階）
- みなと銀行 豊岡支店・香住支店・和田山支店（3階）

## 豊岡市民プラザ
2004年には、最上階である7階に豊岡市教育委員会（現在は所管の豊岡市生涯学習課が市長部局に移行）の生涯教育施設である豊岡市民プラザができた。施設設置の背景には、駐車場を初めとするアイティ関連の第三セクター「豊岡アイティー都市開発」の経営不振があり、市が建物の一部を買い取り、駐車料金を払うという形で同社に対し事実上の経営支援を行っていることになる。
- 当初は豊岡市生涯学習課による直営だったが、公設民営化のために設立された特定非営利活動法人コミュニティアートセンタープラッツ（通称NPO法人プラッツ）に業務の大半部分を数年委託した後、2013年4月から指定管理者制度による同NPO法人による運営に移行した。[2]
- 2011年には「“遊休施設活用”により文化支援を推進」を受賞理由として一般社団法人地域創造から地域創生大賞（総務大臣賞）を受賞した。[3]
- 多目的ホールの他ガラス張りの市民活動室と、練習室、リハーサル室、楽屋がある。また、交流サロンという広場がある。FMジャングルの第2スタジオはここにある。

また、2021年には豊岡市が4階フロアを買い取り、子育て支援総合拠点等を整備することになった。